# Hagécourt
Hagécourt ([aʒeˈkuʁ] ) ist eine französische Gemeinde mit 128 Einwohnern (Stand: 1. Januar 2022) im Département Vosges in der Region Grand Est (bis 2015 Lothringen). Sie gehört zum Arrondissement Neufchâteau (bis 2024 Épinal) und ist Mitglied im Gemeindeverband Communauté de communes de Mirecourt Dompaire. Die Bewohner werden Hagécurtiens und Hagécurtiennes genannt.

## Geografie
Die Gemeinde Hagécourt liegt etwa auf halbem Weg zwischen Épinal und Vittel im Süden Lothringens. Die Kleinstadt Mirecourt ist 13 Kilometer von Hagécourt entfernt.
Die Gemeinde liegt am rechten Ufer des Mosel-Nebenflusses Madon. In den Madon münden auf Höhe Hagécourt der Ruissaeu de la Grâce und der L’Imbarupt Ruisseau. Westlich und östlich des Madontales steigt das Gelände allmählich an und erreicht Höhen von über 330 Metern. Im Osten und Südwesten hat die Gemeinde mit ca. 220 ha Anteile an zwei größeren Waldgebieten (Bois Brûlé, Le Métel, Bois du Rayeux und Bois Banal). Der größte Teil des Gemeindeareals besteht aus landwirtschaftlichen Nutzflächen, die bis an das Ufer des Madon heranreichen. Das bebaute Gebiet ist geschlossen und beschränkt sich auf eine in Nord-Süd-Richtung verlaufende Siedlungsachse.
Nachbargemeinden von Hagécourt sind Maroncourt im Norden, Dompaire im Osten, Begnécourt im Süden, Bainville-aux-Saules und Rancourt im Südwesten sowie Valleroy-aux-Saules im Westen.

## Geschichte
Im 10. Jahrhundert taucht in einer Urkunde erstmals der Ortsname Hagericurte auf. Das Gebiet der heutigen Gemeinde gehörte im Mittelalter zum Herzogtum Lothringen und gleichzeitig zum Kapitel Remiremont. Zusammen mit den Dörfern Velotte. Madecourt. Valleroy. Maroncourt und Mazirot hatten die Bewohner von Hagécourt jährlich 18 kleine Gulden an den Herzog zu zahlen. Ab dem 15. Jahrhundert war Hagécourt Teil der Bailliage Dompaire und Remoncourt. Weitere Grundherren, die Einkünfte aus den Ländereien in und um Hagécourt zogen, waren Louis Marquis du Pont, die Vogtei der Vogesen, Jean Porcellets von Maillame im 16. Jahrhundert, die Familien Bernier, Voillot und Livron im 17. Jahrhundert sowie die Familien Baillivry und Pilliers. Am Vorabend der Französischen Revolution war Hagécourt Teil der Vogtei Darney. Kirchlich gehörte Hagécourt bis zum Bau einer eigenen Kirche 1818 zur Pfarrei Valleroy-aux-Saules. Die neue Pfarrkirche Saint-Hilaire lag im Dekanat Jorxey der Diözese Saint-Dié.
Das Rathaus (Mairie) mit der Knabenschule wurde 1883 erbaut, das Gebäude der ehemaligen Mädchenschule entstand bereits im Jahr 1846.

### Bevölkerungsentwicklung
| Jahr      | 1962 | 1968 | 1975 | 1982 | 1990 | 1999 | 2006 | 2013 | 2021 |
| --------- | ---- | ---- | ---- | ---- | ---- | ---- | ---- | ---- | ---- |
| Einwohner | 114  | 110  | 102  | 114  | 111  | 150  | 124  | 114  | 129  |

Im Jahr 1846 wurde mit 395 Bewohnern die bisher höchste Einwohnerzahl ermittelt. Die Zahlen basieren auf den Daten von cassini.ehess und INSEE.

## Sehenswürdigkeiten
- Kirche St. Hilarius (Église Saint-Hilaire) aus dem Jahr 1818

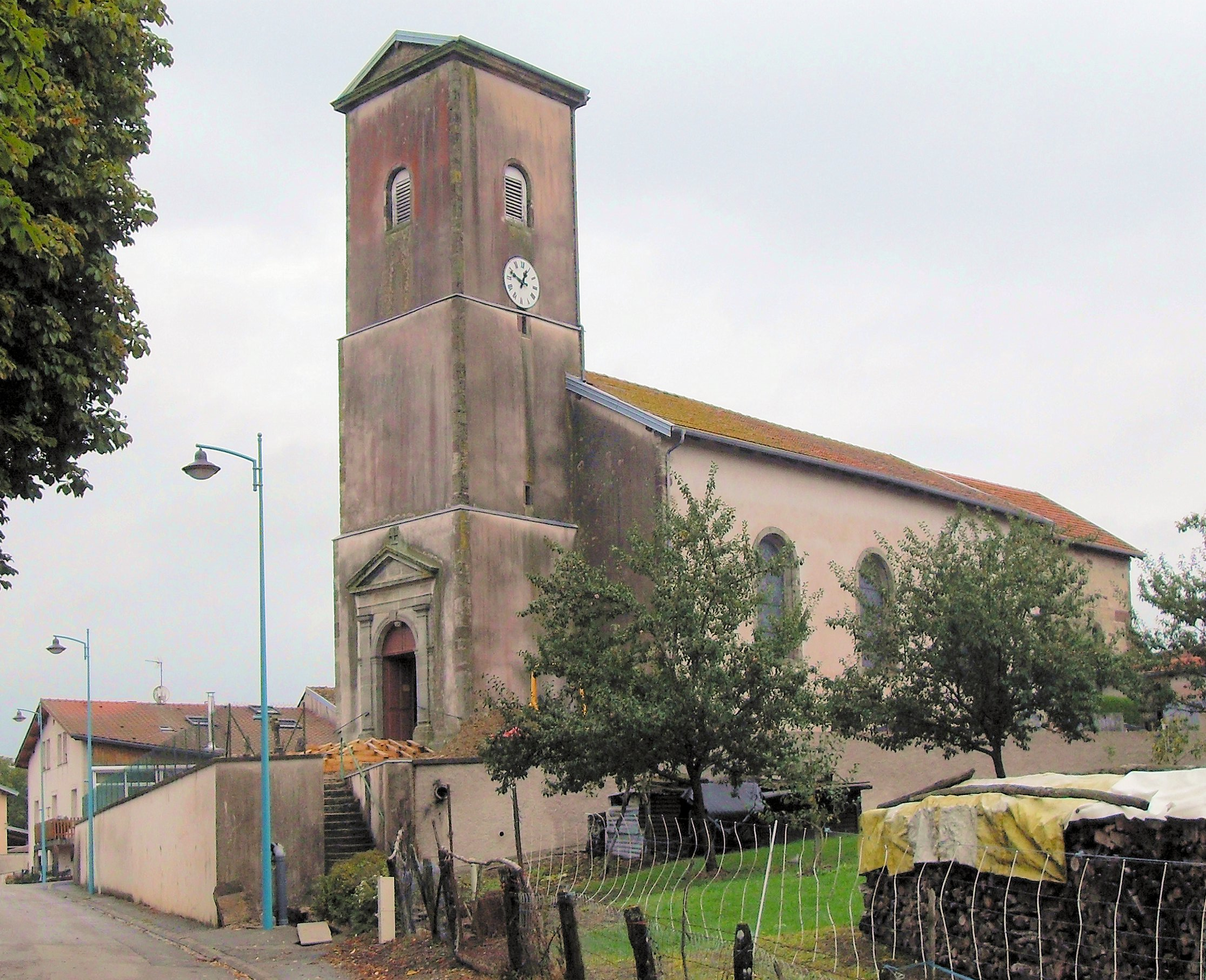
Kirche Saint-Hilaire

- Wegkreuz
- drei Brunnen
- Lavoir

## Wirtschaft und Infrastruktur
In Hagécourt sind zwei Landwirtschaftsbetriebe ansässig (Milchwirtschaft, Viehzucht).
Durch die Gemeinde führt die Hauptstraße D 4 von Mirecourt nach Bains-les-Bains. Vier Kilometer südlich von Hagécourt verläuft die teilweise zweistreifig ausgebaute Schnellstraße D 166 von Épinal nach Vittel/Contrexéville. Der fünf Kilometer von Hagécourt entfernte Haltepunkt Hymont-Mattaincourt liegt an der Bahnlinie von Nancy über Mirecourt und Vittel nach Merrey.

## Belege
1. ↑  Hagécourt. (Memento des Originals vom 27. September 2013 im Internet Archive; PDF)  Info: Der Archivlink wurde automatisch eingesetzt und noch nicht geprüft. Bitte prüfe Original- und Archivlink gemäß Anleitung und entferne dann diesen Hinweis. vosges-archives.com (französisch)
2. ↑  Hagécourt auf cassini.ehess.fr
3. ↑  Hagécourt auf insee.fr
4. ↑  Landwirtschaftsbetriebe auf annuaire-mairie.fr (französisch)